# Deklaration zur gemeinsamen Sprache

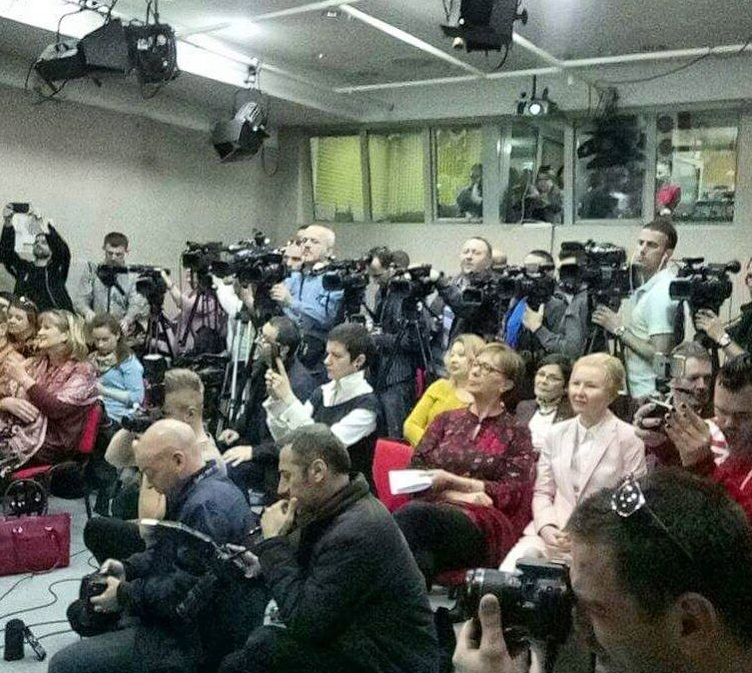
Pressekonferenz zur Deklaration am 30. März 2017

Die Deklaration zur gemeinsamen Sprache (serbokroatisch Декларација о заједничком језику Deklaracija o zajedničkom jeziku) der Kroaten, Serben, Bosniaken und Montenegriner wurde am 30. März 2017 veröffentlicht. Zweihundert Intellektuelle aus Kroatien, Serbien, Bosnien-Herzegowina und Montenegro hatten sie vor ihrer Veröffentlichung unterzeichnet. Danach stieg die Zahl der Unterschriften in kurzer Zeit auf achttausend. Es handelt sich um Unterschriften von einzelnen Menschen, nicht von Institutionen oder politischen Parteien.

## Text der Deklaration
Angesichts der negativen gesellschaftlichen, kulturellen und wirtschaftlichen Folgen politischer Manipulationen durch Sprache und der aktuellen Sprachpolitik in Bosnien-Herzegowina, Kroatien, Montenegro und Serbien, verabschieden wir, die Unterzeichnenden, die
Die Frage, ob in Bosnien-Herzegowina, Kroatien, Montenegro und Serbien eine gemeinsame Sprache verwendet wird, kann bejaht werden.
Es handelt sich um eine gemeinsame polyzentrische Standardsprache – beziehungsweise um eine Sprache, die von mehreren Völkern in mehreren Staaten mit erkennbaren Varietäten gesprochen wird – wie zum Beispiel Deutsch, Englisch, Arabisch, Französisch, Spanisch, Portugiesisch und viele andere. Diese Tatsache wird gestützt durch den štokavischen Dialekt als gemeinsame Dialektgrundlage der Standardsprache, das Verhältnis von Gemeinsamkeiten und Unterschieden in der Sprache und die sich daraus ergebende gegenseitige Verständlichkeit.
Der Gebrauch von vier Bezeichnungen für die Standardvarietäten – Bosnisch, Kroatisch, Montenegrinisch und Serbisch – bedeutet nicht, dass dies auch vier verschiedene Sprachen sind.
Das Beharren auf der kleinen Anzahl bestehender Unterschiede und der gewaltsamen Trennung der vier Standardvarietäten führt zu einer ganzen Reihe von negativen gesellschaftlichen, kulturellen und politischen Phänomenen, wie dem Gebrauch der Sprache als Argument für die Trennung von Kindern in gewissen multinationalen Milieus, unnötigen „Übersetzungen“ in Administration und Medien, dem Erfinden von Unterschieden, wo gar keine bestehen, bürokratischen Zwängen, sowie Zensur (und Zwang zur Selbstzensur), wobei der sprachliche Ausdruck als Kriterium ethnonationaler Zugehörigkeit und Mittel zum Beweis politischer Loyalität aufgezwungen wird.
Wir, die Unterzeichnenden dieser Deklaration, sind der Meinung, dass
- die Tatsache der Existenz einer gemeinsamen polyzentrischen Sprache das individuelle Recht auf Ausdruck der Zugehörigkeit zu verschiedenen Völkern, Regionen oder Staaten nicht in Frage stellt;
- jeder Staat, jede Nation und jede ethnonationale oder regionale Gemeinschaft frei und selbständig die eigene Varietät der gemeinsamen Sprache kodifizieren kann;
- alle vier momentan bestehenden Standardvarietäten gleichwertig sind und nicht eine davon als Sprache angesehen werden kann, und die anderen als Varietäten dieser Sprache;
- die polyzentrische Standardisierung eine demokratische Form der Standardisierung ist, die dem tatsächlichen Gebrauch der Sprache am nächsten kommt;
- die Tatsache, dass es sich um eine gemeinsame polyzentrische Standardsprache handelt, jedem Benutzer die Möglichkeit gibt, sie zu benennen, wie er es wünscht;
- zwischen den Standardvarietäten einer polyzentrischen Sprache Unterschiede in den sprachlichen und kulturellen Traditionen und in der Praxis, im Gebrauch der Schrift, im Wortschatz wie auch auf allen übrigen sprachlichen Ebenen bestehen. Davon zeugen auch die unterschiedlichen Standardvarietäten der gemeinsamen Sprache, in denen diese Deklaration veröffentlicht und benutzt werden wird;
- die Unterschiede der Standardvarietäten sowie die dialektalen und individuellen Unterschiede keine gewaltsame institutionelle Trennung rechtfertigen, sondern, im Gegenteil, zum riesigen Reichtum der gemeinsamen Sprache beitragen.

Daher rufen wir, die Unterzeichnenden dieser Deklaration, auf
- zur Abschaffung sämtlicher Formen der Trennung und Diskriminierung aufgrund von Sprache in Bildungseinrichtungen und öffentlichen Institutionen;
- zur Einstellung repressiver, unnötiger und für die Sprecher schädlicher Praktiken zur Trennung der Sprache;
- zur Einstellung der rigiden Definition der Standardvarietäten;
- zur Vermeidung unnötiger, sinnloser und teurer „Übersetzungen“ in der gerichtlichen und administrativen Praxis sowie in den Medien;
- zur Freiheit der individuellen Wahl und zur Achtung sprachlicher Vielfalt;
- zur Freiheit dialektaler und regionaler Verwendungen;
- und, schließlich, zur Freiheit zur „Durchmischung“, zu gegenseitiger Offenheit und zum wechselseitigen Einfluss unterschiedlicher Formen und Ausdrücke der gemeinsamen Sprache zum umfassenden Nutzen aller ihrer Sprecher.

## Entstehung der Deklaration

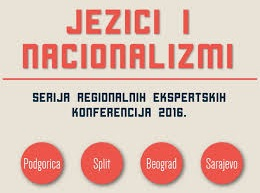
Plakat zum Projekt Sprachen und Nationalismen

Die Deklaration hat sich aus einem einjährigen Projekt zum Thema Sprache und Nationalismus ergeben, das 2016 in allen vier Ländern lief und vom Forum Ziviler Friedensdienst und der Allianz Kulturstiftung unterstützt wurde. Das Projekt wurde von vier Nichtregierungsorganisationen (P.E.N. Bosnien-Herzegowina, Kurs Kroatien, Krokodil Serbien, Centar za građansko obrazovanje Montenegro) durchgeführt, welche die Inspiration dafür im Buch Sprache und Nationalismus von Snježana Kordić fanden. Im Rahmen des Projekts wurden Konferenzen in allen vier Ländern organisiert und somit wurden Einblicke in die Sprachproblematik vor Ort gewonnen.
Danach sind junge Menschen, geboren nach dem Krieg der 90er-Jahre, auf die Idee gekommen, eine Deklaration über die gemeinsame Sprache zu verfassen, da gerade junge Menschen als Schüler in multinationalen Umgebungen aufgrund ihrer nationalen Zugehörigkeit in getrennte Schulen oder Klassen aufgeteilt werden, unter dem Vorwand, sie sprächen verschiedene Sprachen. Den Vorwand nutzen rechtspopulistische Parteien, um ihre eigene Darstellung der Geschichte und Feindseligkeit gegenüber Mitgliedern anderer Religionen und Völker an ihre zukünftigen Wähler zu übertragen. Einige Linguisten aus allen vier Ländern haben die Initiative der jungen Menschen angenommen und die Deklaration verfasst. Die Arbeit daran hat vier Monate gedauert. Um die Deklaration zu Ende zu schreiben, hat auch ein zweitägiges Arbeitstreffen in Zagreb stattgefunden.

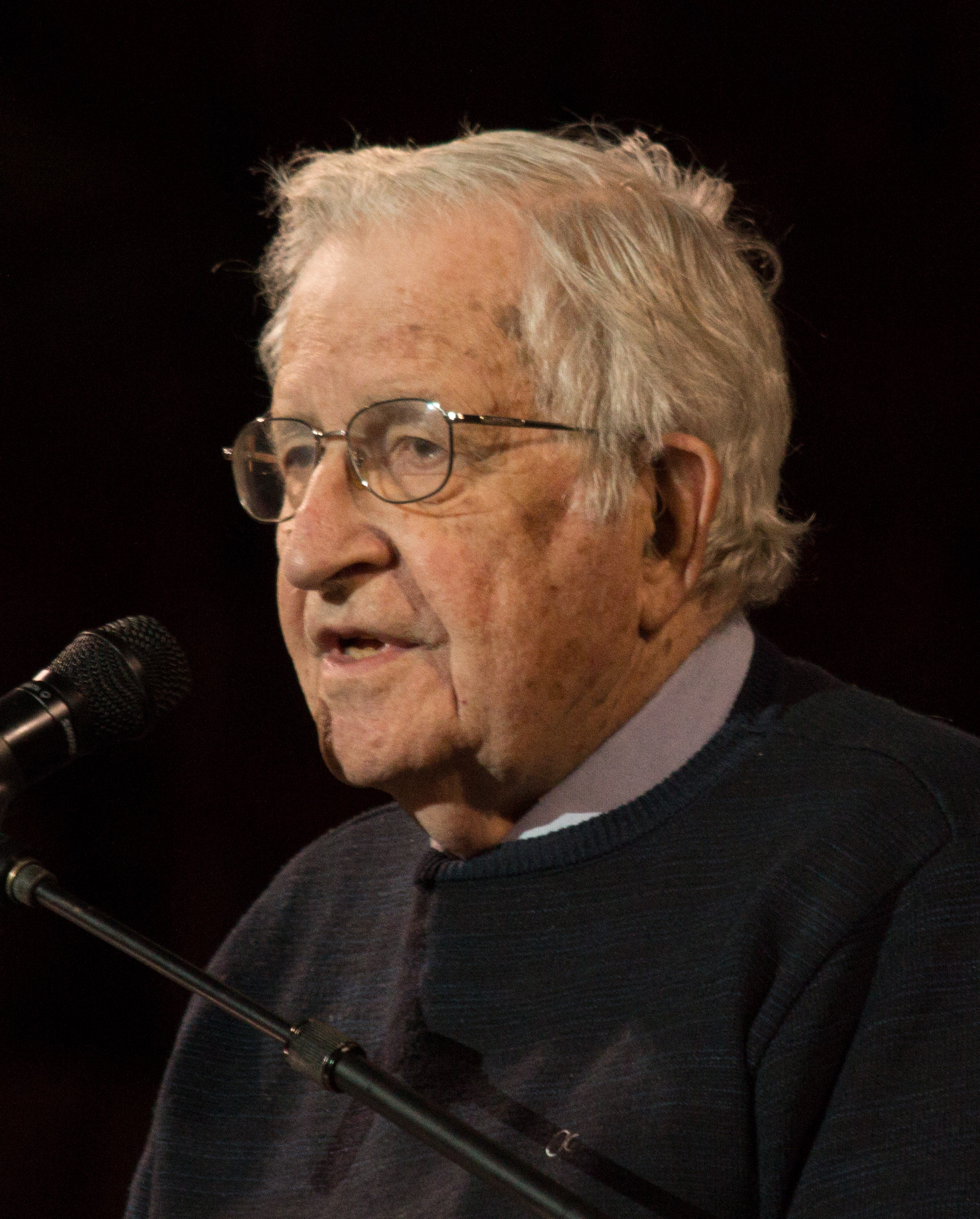
Noam Chomsky 2017 (Unterzeichner der Deklaration)

Der britische Soziolinguist Peter Trudgill stellt fest, „dass Linguisten auf der Liste der Unterzeichner gut vertreten sind“. Besondere Aufmerksamkeit haben die südslawischen Medien der Nachricht geschenkt, dass auch der berühmteste Linguist der Welt „Noam Chomsky die Deklaration über die gemeinsame Sprache unterzeichnet hat“.

## Reaktionen

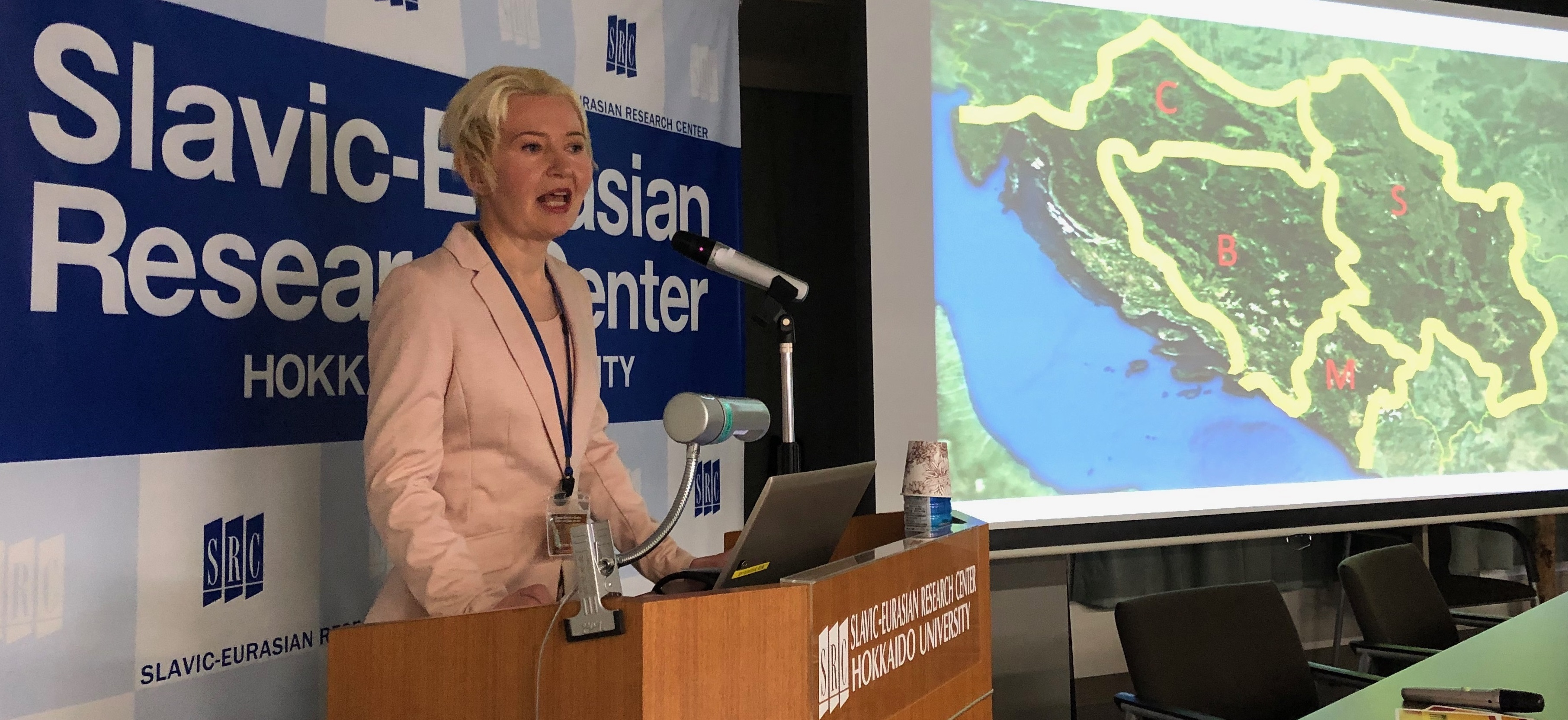
Kordićs Keynote-Präsentation zur Deklaration auf einer Konferenz in Japan 2018

Die Deklaration hat ein enormes Echo in den Medien aller vier Länder erhalten und die Diskussion über Schattenseiten der aktuellen Sprachpolitik ins Leben gerufen. Zahlreiche prominente Intellektuelle aus allen vier Ländern haben die Deklaration unterstützt. Im Gegensatz dazu haben serbische, kroatische, bosnische und montenegrinische Nationalisten die Deklaration angegriffen, denn sie zerstört den nationalistischen Mythos, dass Volk und Sprache übereinstimmen müssen. Dass die Deklaration abgelehnt werden sollte, sagten auch einige Politiker, darunter der kroatische Premierminister Andrej Plenković und die Präsidentin Kolinda Grabar-Kitarović. Das niedrige Argumentationsniveau dieser Politiker wurde in Kroatien, aber auch in Deutschland und Österreich kritisiert.
Die Deklaration weist darauf hin, dass die Kommunikation zwischen Bosniaken, Kroaten, Serben und Montenegrinern reibungslos abläuft und dass dies das Wesen jeder Sprache ist. Die Deklaration sehnt Jugoslawien oder einen anderen gemeinsamen Staat nicht herbei, da darin steht, dass die gemeinsame Sprache die Existenz der verschiedenen Staaten und Nationen nicht in Frage stellt. Die gemeinsame Sprache ist Mitte des 19. Jahrhunderts standardisiert worden, längst vor der Entstehung Jugoslawiens, und es ist deshalb unbegründet, sie an Jugoslawien zu binden.

## Von Unterzeichnern verfasste Medien-Artikel zur Deklaration

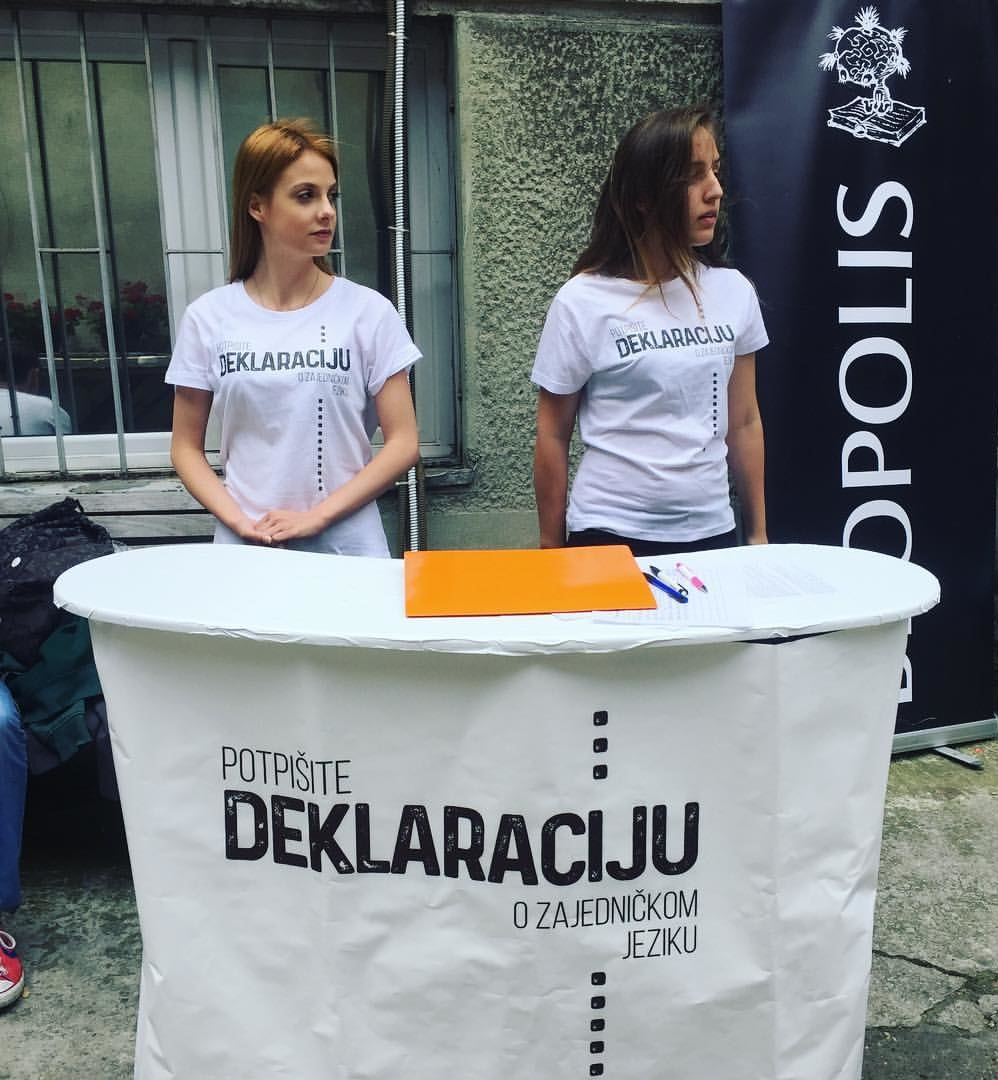
Unterschriftensammlung für die Deklaration

- Arsenijević, Boban: Gemeinsame polyzentrische Sprache und die Deklaration darüber sorgen für heftige Reaktionen (Interview geführt von Nemanja Stevanović). In: Media & Reform centar. Niš 15. April 2017 (mediareform.rs [abgerufen am 2. Juni 2017] serbokroatisch: Policentrični zajednički jezik i deklaracija o tome izazvali burne reakcije.). (archiviert auf WebCite (Memento vom 23. Mai 2017 auf WebCite))
- Arsenijević, Boban: Deklaration erschüttert die Grundlage des nationalistischen Missbrauchs von Sprache (Interview geführt von Vladislav Stojičić). In: P-portal. Belgrad 18. Mai 2017 (p-portal.net [abgerufen am 10. Juli 2017] serbokroatisch: Deklaracija je uzdrmala temelj nacionalističke zloupotrebe jezika.). (archiviert auf WebCite (Memento vom 23. Mai 2017 auf WebCite))
- Arsenijević, Vladimir; Bodrožić, Ivana; Pavićević, Borka; Brković, Balša; Kazaz, Enver: Pressekonferenz zur Deklaration am 30. März 2017 in Sarajevo. Min. 17:11 auf YouTube (serbokroatisch)
- Arsenijević, Vladimir; Klajn, Ivan: Sprechen Serben, Kroaten, Bosniaken und Montenegriner die gleiche Sprache? (Beitrag von Kristina Šarić). In: Radio-televizija Vojvodine (= Sendung Vojvođanski dnevnik). Novi Sad 8. April 2017 (rtv.rs [abgerufen am 29. Mai 2017] serbokroatisch: Govore li Srbi, Hrvati, Bošnjaci i Crnogorci isti jezik?). (archiviert auf WebCite (Memento vom 23. Mai 2017 auf WebCite))
- Bogavac, Milena: Wie ich unterschrieben habe, dass ich kein Polyglot bin. In: Noizz. Belgrad 8. Juli 2017 (noizz.rs [abgerufen am 13. Juli 2017] serbokroatisch: Kako sam potpisala da nisam poliglota.). (archiviert auf WebCite (Memento vom 14. Juli 2017 auf WebCite))
- Bugarski, Ranko: Der wohlgemeinte Appell an die Öffentlichkeit (Interview geführt von Sonja Ćirić). In: Vreme. 5. April 2017, ISSN 0353-8028 (vreme.co.rs [abgerufen am 5. Juni 2017] serbokroatisch: Dobronameran apel javnosti.). (archiviert auf WebCite (Memento vom 23. Mai 2017 auf WebCite))
- Bugarski, Ranko: Die Deklaration ist keine politische Plattform (Interview geführt von Mirjana Mitrović). In: Ekspres. Belgrad 13. April 2017 (ekspres.net [abgerufen am 4. Juli 2017] serbokroatisch: Deklaracija nije politička platforma.). (archiviert auf WebCite (Memento vom 23. Mai 2017 auf WebCite))
- Bugarski, Ranko: Ein kleiner Katalog von Fehlern. In: Danas. 7. Mai 2017, ISSN 1450-538X (danas.rs [abgerufen am 26. Mai 2017] serbokroatisch: Mali katalog promašaja.). (archiviert auf WebCite (Memento vom 24. Mai 2017 auf WebCite))
- Bugarski, Ranko: Govorite li zajednički? Belgrad 2018. ISBN 978-86-7562-138-6
- Cingel, Ivan: Die alte und magische Sprache der Kroaten. In: Forum.tm. 14. April 2017, ISSN 1849-3874 (forum.tm [abgerufen am 16. Juni 2017] serbokroatisch: Drevni i volšebni jeziče Hrvata.). (archiviert auf WebCite (Memento vom 23. Mai 2017 auf WebCite))
- Cingel, Ivan: Dies ist nicht ein weiterer Artikel über die Deklaration. In: Forum.tm. 27. April 2017, ISSN 1849-3874 (forum.tm [abgerufen am 3. Juli 2017] serbokroatisch: Ovo nije još jedan tekst o Deklaraciji.). (archiviert auf WebCite (Memento vom 23. Mai 2017 auf WebCite))
- Dežulović, Boris: Der Fisch beißt dem Fisch in die Zunge. In: Dnevnik. 1. April 2017, ISSN 1581-3037 (dnevnik.si [abgerufen am 3. Februar 2019] slowenisch: Riba ribi grize jezik.). (archiviert auf WebCite (Memento vom 24. Januar 2019 auf WebCite))
- Dežulović, Boris: Hapsus linguae. In: Novosti. 9. April 2017, ISSN 1845-8955 (portalnovosti.com [abgerufen am 13. Juni 2017] serbokroatisch: Hapsus linguae.). (archiviert auf WebCite (Memento vom 23. Mai 2017 auf WebCite))
- Glušica, Rajka: Lies sorgfältig (Interview geführt von Sonja Ćirić). In: Vreme. 20. April 2017, ISSN 0353-8028 (vreme.co.rs [abgerufen am 2. Juli 2017] serbokroatisch: Čitaj pažljivo.). (archiviert auf WebCite (Memento vom 23. Mai 2017 auf WebCite))
- Gudžević, Sinan: Reklaracija. In: Novosti. 18. April 2017, ISSN 1845-8955 (portalnovosti.com [abgerufen am 30. Mai 2017] serbokroatisch: Reklaracija.). (archiviert auf WebCite (Memento vom 23. Mai 2017 auf WebCite))
- Gudžević, Sinan: Brief an Kardinal Bozanić. In: Novosti. 2. Mai 2017, ISSN 1845-8955 (portalnovosti.com [abgerufen am 17. Juni 2017] serbokroatisch: Pismo kardinalu Bozaniću.). (archiviert auf WebCite (Memento vom 23. Mai 2017 auf WebCite))
- Halilović, Senahid: Halilović: Wir müssen auf das öffentliche Wort hören (Interview geführt von Nikola Vučić). In: N1 televizija (= Sendung N1 na jedan). Sarajevo 26. April 2018 (youtube.com [abgerufen am 6. August 2018] serbokroatisch: Dužni smo osluškivati javnu riječ.). Min. 53:27
- Ivančić, Viktor: Die neue Novi list. In: Novosti. 8. April 2017, ISSN 1845-8955 (portalnovosti.com [abgerufen am 12. Juli 2017] serbokroatisch: Novi Novi list.). (archiviert auf WebCite (Memento vom 23. Mai 2017 auf WebCite))
- Ivančić, Viktor: Wie kein Jugoslawe sein? In: Proletter. Podgorica 17. April 2017 (proletter.me [abgerufen am 18. Juni 2017] serbokroatisch: Kako ne biti Jugoslaven?). (archiviert auf WebCite (Memento vom 23. Mai 2017 auf WebCite))
- Kazaz, Enver: Sprache ist keine mentale Kasematte (Interview geführt von Sonja Ćirić). In: Vreme. 27. April 2017, ISSN 0353-8028 (vreme.co.rs [abgerufen am 27. Mai 2017] serbokroatisch: Jezik nije mentalni kazamat.). (archiviert auf WebCite (Memento vom 23. Mai 2017 auf WebCite))
- Kljajić, Jagoda: Unterzeichnen Sie die Deklaration über die gemeinsame Sprache. In: Prozaonline. Belgrad 3. April 2017 (prozaonline.com [abgerufen am 8. Juli 2017] serbokroatisch: Potpišite Deklaraciju o zajedničkom jeziku.). (archiviert auf WebCite (Memento vom 23. Mai 2017 auf WebCite))
- Kordić, Snježana: Einige Serben glauben, dass die Deklaration die Kroaten favorisiert (Interview geführt von Denis Derk). In: Večernji list. 4. April 2017, ISSN 0350-5006, S. 36–37 (vecernji.hr [abgerufen am 12. Juni 2017] serbokroatisch: Neki Srbi misle da Deklaracija favorizira Hrvate.). (archiviert auf WebCite (Memento vom 26. Mai 2017 auf WebCite))
- Kordić, Snježana: Lesen Sie sorgfältig, ohne Rücksicht auf Ihre Sprachbezeichnung. In: Deutsche Welle. Bonn 5. April 2017 (dw.com [abgerufen am 14. Juli 2017] serbokroatisch: Čitaj pažljivo, kako god zoveš jezik.). (archiviert auf WebCite (Memento vom 23. Mai 2017 auf WebCite))
- Kordić, Snježana: Sprache mehrerer Völker (Interview geführt von Sonja Ćirić). In: Vreme. 13. April 2017, ISSN 0353-8028 (vreme.co.rs [abgerufen am 27. Mai 2017] serbokroatisch: Jezik više naroda.). (archiviert auf WebCite (Memento vom 23. Mai 2017 auf WebCite))
- Kordić, Snježana ; Ibrahimović, Nedžad: Über die Deklaration zur gemeinsamen Sprache (Interview geführt von Boris Malagurski). In: RTV BN (= Sendung Globalno. Nr. 2/27). Bijeljina 5. Mai 2017 (rtvbn.com [abgerufen am 19. Juni 2017] serbokroatisch: O Deklaraciji o zajedničkom jeziku.). (archiviert Sendung Globalno 5. Mai 2017, Min. 84:14 auf YouTube)
- Kordić, Snježana: Reaktion auf den Text von Boris Buden anlässlich der Deklaration über die gemeinsame Sprache. In: Slobodni Filozofski. Zagreb 10. Januar 2018 (slobodnifilozofski.com [abgerufen am 4. Mai 2018] serbokroatisch: Reagiranje na tekst Borisa Budena povodom Deklaracije o zajedničkom jeziku.). (archiviert auf WebCite (Memento vom 4. Mai 2018 auf WebCite))
- Kordić, Snježana: Die Deklaration bricht das letzte Tabu (Interview geführt von Maja Abadžija). In: Oslobođenje. 26. Februar 2018, ISSN 0351-3904, S. 18–19 (irb.hr [abgerufen am 7. Juni 2018] serbokroatisch: Deklaracija ruši i posljednji tabu.).
- Kordić, Snježana: Tag der Muttersprache (Interview geführt von Ines Baždalić). In: BH radio 1 (= Sendung Epicentar). Sarajevo 26. Februar 2018 (irb.hr [abgerufen am 5. August 2018] serbokroatisch: Dan materinskog jezika.). Min. 26:12
- Kordić, Snježana: Reinheit der Menschen und Sprache existiert nicht (Interview geführt von Gordana Sandić-Hadžihasanović). In: Radio Slobodna Evropa. 30. März 2018 (slobodnaevropa.org [abgerufen am 4. Mai 2018] serbokroatisch: Čistoća naroda i jezika ne postoji.). (archiviert auf WebCite (Memento vom 4. Mai 2018 auf WebCite))
- Krajišnik, Đorđe: Warum jammern Barden der nationalen Linguistik. In: XXZ regionalni portal. Belgrad 18. April 2017 (xxzmagazin.com [abgerufen am 4. Juli 2017] serbokroatisch: Zašto ciče bardovi nacional-lingvistike.). (archiviert auf WebCite (Memento vom 23. Mai 2017 auf WebCite))
- Longinović, Tomislav; Ivančić, Viktor; Kordić, Snježana; Buden, Boris: Podiumsdiskussion über die Deklaration: Sprache und Nationalismus., Subversive Festival in Zagreb 19. Mai 2017 auf YouTube (serbokroatisch)
- Lucić, Predrag: Deklaration zu SAO Rijeka. In: Novi list. 17. April 2017, ISSN 1334-1545 (novilist.hr [abgerufen am 3. Juni 2017] serbokroatisch: Deklaracija o SAO Rijeci.). (archiviert auf WebCite (Memento vom 23. Mai 2017 auf WebCite))
- Markovina, Dragan: Warum habe ich die Deklaration zur gemeinsamen Sprache unterzeichnet. In: Telegram. 30. März 2017, ISSN 1849-7667 (telegram.hr [abgerufen am 10. Juli 2017] serbokroatisch: Zašto sam potpisao Deklaraciju o zajedničkom jeziku.). (archiviert auf WebCite (Memento vom 30. Mai 2017 auf WebCite))
- Methadžović, Almir: Chomsky im Bus. In: Tačno.net. Mostar 2. April 2018 (tacno.net [abgerufen am 4. Mai 2018] serbokroatisch: Chomsky u autobusu.). (archiviert auf WebCite (Memento vom 4. Mai 2018 auf WebCite))
- Milekić, Sven: Postjugoslawische Deklaration zur gemeinsamen Sprache fordert Nationalismus heraus. In: Balkan Insight. London 30. März 2017 (balkaninsight.com [abgerufen am 16. Juni 2017] englisch: Post-Yugoslav 'Common Language' Declaration Challenges Nationalism.). (archiviert auf WebCite (Memento vom 23. Mai 2017 auf WebCite))
- Mustafić, Dino: Wir sprechen eine Sprache, wir verstehen einander (Interview geführt von Merima Šemić). In: N1 televizija (= Sendung Novi dan). Sarajevo 31. März 2018 (n1info.com [abgerufen am 2. Juni 2018] serbokroatisch: Govorimo jedan jezik, razumijemo se.). (archiviert auf WebCite (Memento vom 4. Mai 2018 auf WebCite)) Min. 17:36
- Nezirović, Elvedin: Präsentation der Deklaration zur gemeinsamen Sprache. In: Tačno.net. Mostar 30. März 2017 (tacno.net [abgerufen am 10. April 2022] serbokroatisch: Predstavljanje Deklaracije o zajedničkom jeziku.). (archiviert auf Wayback (Memento vom 31. März 2020 im Internet Archive))

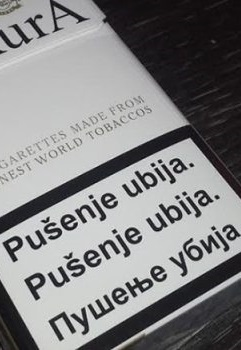
Rauchen tötet – identische Wörter werden dreimal präsentiert, zweimal in lateinischer, einmal in kyrillischer Schrift

- Pančić, Teofil: 1, 2, 3, 4 Sprachen... 4, 3, 2, 1 Sprache. In: Vreme. 30. März 2017, ISSN 0353-8028 (vreme.co.rs [abgerufen am 10. Juli 2017] serbokroatisch: 1, 2, 3, 4 jezika... 4, 3, 2, 1 jezik.). (archiviert auf WebCite (Memento vom 23. Mai 2017 auf WebCite))
- Pančić, Teofil: Übel, lustig und lehrreich. In: Vreme. 4. Mai 2017, ISSN 0353-8028 (vreme.com [abgerufen am 18. Juni 2017] serbokroatisch: Mučno, zabavno i poučno.). (archiviert auf WebCite (Memento vom 23. Mai 2017 auf WebCite))
- Pančić, Teofil; Kordić, Snježana; Markovina, Dragan; Štiks, Igor: Leute, täuscht nicht, wir sprechen ein und dieselbe Sprache. In: B92. Belgrad 19. Juni 2017 (b92.net [abgerufen am 12. Juli 2017] serbokroatisch: Ljudi, nemojmo da se zafrkavamo, svi govorimo istim jezikom.). (archiviert auf WebCite (Memento vom 24. Juni 2017 auf WebCite))
- Pavelić, Boris: Provokation durch gesunden Menschenverstand. In: Novi list. 30. März 2017, ISSN 1334-1545 (novilist.hr [abgerufen am 3. Juni 2017] serbokroatisch: Provokacija zdravim razumom.). (archiviert auf WebCite (Memento vom 23. Mai 2017 auf WebCite))
- Pilsel, Drago: Warum die Deklaration zur gemeinsamen Sprache. In: Ekspres. Belgrad 6. April 2017 (ekspres.net [abgerufen am 28. Mai 2017] serbokroatisch: Zašto Deklaracija o zajedničkom jeziku.). (archiviert auf WebCite (Memento vom 23. Mai 2017 auf WebCite))
- Pilsel, Drago: Bozanić droht wieder: wir sehnen Jugoslawien nicht herbei, es droht kein Krieg! In: Autograf.hr. 17. April 2017, ISSN 1849-143X (ekspres.net [abgerufen am 5. Juli 2017] serbokroatisch: Bozanić opet prijeti: ne zazivamo Jugoslaviju niti prijeti novi rat!). (archiviert auf WebCite (Memento vom 23. Mai 2017 auf WebCite))
- Pilsel, Drago: Bozanić beglückwünscht nur die Gefolge und die Gläubigen, die in der Kathedrale sind (Interview geführt von Tihomir Ladišić). In: N1 televizija (= Sendung Novi dan). Zagreb 17. April 2017 (n1info.com [abgerufen am 21. Juni 2017] serbokroatisch: Bozanić čestita samo sviti i vjernicima koji su u katedrali.). (archiviert auf WebCite (Memento vom 23. Mai 2017 auf WebCite))
- Savičević Ivančević, Olja ; Jović, Dejan ; Kordić, Snježana: Deklaration über die gemeinsame Sprache wird für Unruhe sorgen; hier ist, was Unterzeichner sagen. In: T-portal. 28. März 2017, ISSN 1334-3130 (tportal.hr [abgerufen am 12. Juli 2017] serbokroatisch: Deklaracija o zajedničkom jeziku uzbunit će duhove; evo što kažu njeni potpisnici.). (archiviert auf WebCite (Memento vom 23. Mai 2017 auf WebCite))
- Tomičić, Ladislav: Provokation! In: Večer. 31. März 2017, ISSN 0350-4972 (vecer.com [abgerufen am 4. Februar 2019] slowenisch: Provokacija!). (archiviert auf WebCite (Memento vom 24. Januar 2019 auf WebCite))
- Tomičić, Ladislav: Gespaltene Zunge von Kardinal Bozanić. In: Novi list. 15. April 2017, ISSN 1334-1545 (novilist.hr [abgerufen am 13. Juni 2017] serbokroatisch: Račvasti jezik kardinala Bozanića.). (archiviert auf WebCite (Memento vom 23. Mai 2017 auf WebCite))
- Tomić, Ante: Warum habe ich die Deklaration zur gemeinsamen Sprache der Kroaten, Serben, Bosniaken und Montenegriner unterzeichnet. In: Jutarnji list. 29. März 2017, ISSN 1331-5692 (jutarnji.hr [abgerufen am 1. Juli 2017] serbokroatisch: Zašto sam potpisao Deklaraciju o zajedničkom jeziku Hrvata, Srba, Bošnjaka i Crnogoraca.). (archiviert auf WebCite (Memento vom 23. Mai 2017 auf WebCite))
- Tomić, Ante; Ilić, Saša: In welcher Sprache unterhalten sich Grabar-Kitarović i Vučić? (Interview geführt von Omer Karabeg). In: Radio Slobodna Evropa. 16. April 2017 (slobodnaevropa.org [abgerufen am 30. Mai 2017] serbokroatisch: Na kom jeziku razgovaraju Grabar-Kitarović i Vučić?). (archiviert auf WebCite (Memento vom 23. Mai 2017 auf WebCite))
- Ugrešić, Dubravka; Kordić, Snježana; Kazaz, Enver; Veličković, Nenad; Buden, Boris; Arsenijević, Vladimir: Kein Druck auf die Sprache. In: Novosti. 31. März 2017, ISSN 1845-8955 (portalnovosti.com [abgerufen am 5. Juni 2017] serbokroatisch: Bez tlake na jeziku.). (archiviert auf WebCite (Memento vom 23. Mai 2017 auf WebCite))
- Vajzović, Hanka; Kordić, Snježana: Sprachliche Meinungsverschiedenheiten. In: Al Jazeera Balkans (= Sendung Kontekst). Sarajevo 20. März 2018 (aljazeera.net [abgerufen am 12. Juli 2018] serbokroatisch: Jezičke nesuglasice.). (archiviert Sendung Kontekst 20. März 2018, Min. 15:47 auf YouTube)
- Vučić, Nikola: Reaktion auf den Text von Nikola Petković zur Sprache. In: Autograf.hr. 7. Mai 2017, ISSN 1849-143X (autograf.hr [abgerufen am 15. Juli 2017] serbokroatisch: Reagiranje na tekst Nikole Petkovića o jeziku.). (archiviert auf WebCite (Memento vom 23. Mai 2017 auf WebCite))
- Zanelli, Aldo: Eine Analyse der Metaphern in der kroatischen Linguistikfachzeitschrift Jezik von 1991 bis 1997, Dr. Kovač, Hamburg 2018, S. 83 (= Studien zur Slavistik, Bd. 41), ISBN 978-3-8300-9773-0, OCLC 1023608613, DNB 114213069X